# Шебш
Шебш (рус. Шебш) река је на југу европског дела Руске Федерације. Протиче преко територије Краснодарске покрајине, односно преко њевог Северског рејона. Десна је и највећа притока реке Афипс, те део басена реке Кубањ и Азовског мора. 
Дужина водотока је око 100 км, док је површина сливног подручја 593 km². Најважније притоке су реке Бзјук и Безепс. На њеној десној обали у доњем делу тока налази се станица Новодмитријевскаја. 